# Lluís Bonet i Garí
Lluís Bonet i Garí (el Cros, Argentona, Maresme 5 d'agost de 1893 - Barcelona 1993) fou un arquitecte català, deixeble d'Antoni Gaudí i pare del compositor Narcís Bonet i Armengol, de l'arquitecte Jordi Bonet i Armengol i del rector Lluís Bonet i Armengol i oncle del ceramista i escultor Jordi Bonet i Godó.

## Biografia
La seva vocació per l'arquitectura va sorgir gràcies a Josep Puig i Cadafalch, que l'any 1898 restaurà Can Garí del Cros, la masia on Lluís Bonet va néixer i on l'avi Pere Garí havia edificat un teatre per representar, entre d'altres, les seves pròpies obres. Lluís Bonet i Garí va obtenir el títol d'arquitecte el 1918 i es va formar al costat de Josep Puig i Cadafalch. Als voltants de 1918 va conèixer Antoni Gaudí, que ja era famós, i sovint anà a veure com treballava al temple de la Sagrada Família, per aprendre de la seva arquitectura i de la seva forma de ser. Com a deixeble de Gaudí seguí el seu estil en la capella de Sant Miquel del Cros, a Argentona (1929). Col·laborà en l'Obra de la Masia Catalana fins a l'esclat de la guerra civil espanyola (1936-1939).
Quan a l'inici de la Guerra Civil grups d'exaltats incendiaren la rectoria de la Sagrada Família, i amb ella els models en guix del temple deixats per Gaudí, Lluís Bonet i Garí va anar ràpidament a salvar tot el possible, arriscant la seva vida. L'any 1938 restaurà aquestes maquetes. Després de la guerra es decidí continuar les obres del temple de la Sagrada Família. Bonet i Garí fou un dels arquitectes (juntament amb Domènec Sugrañes i Gras, Isidre Puig i Boada, Francesc de P. Cardoner i Blanch i Francesc Quintana Vidal) que continuaren les obres. Després de Domènec Sugrañes, que morí desesperat creient que no quedava rastre dels plans de Gaudí, l'obra va ser dirigida pel seu ajudant Francesc Quintana, i després Puig Boada, fins que Lluís Bonet i Garí fou nomenat arquitecte director de la Sagrada Família, tasca que exercí entre 1971 i 1980.
Fou un dels representants del monumentalisme, com es veu al disseny de l'Institut Nacional de Previsió i Banc Vitalici, al Passeig de Gràcia amb Gran Via, a Barcelona (1949). Lluís Maria Pascual i Roca fou un dels seus deixebles.
Fou protector de la cultura catalana després de la guerra, i del 1941 al 1959 va mantenir a casa seva les sessions de l'Institut d'Estudis Catalans i de les seves filials, dels Amics de la Poesia i d'altres. El 1982 va rebre la Creu de Sant Jordi. La seva esposa fou Mercè Armengol i Tubau.

## Obres
- Grup Escolar Ramon Albó (Castellterçol), 1923
- Casa Elisa Conty (Barcelona), 1926
- Torre Sala (Teià, Maresme), 1928, una de les 9 cases idèntiques construïdes en diferents països.
- Capella de Sant Miquel del Cros (Argentona), 1929
- Fàbrica Polydor (Sant Adrià de Besòs), 1931
- Casa Patxot (Barcelona), 1942
- Edifici Banc Vitalici, posteriorment anomenat Edifici Generali (av. Diagonal 582, Barcelona), 1943
- Cor de la Catedral de Terrassa, 1945
- Edifici de l'Institut Català de la Salut (Barcelona), 1946
- Creu de Pedralbes (Barcelona), 1946
- Banc Vitalici (Barcelona), 1949
- Banc de Sabadell (pl. Sant Roc, Sabadell), 1954
- Monestir de Sant Benet de Montserrat (Marganell, Bages), 1954
- Casal de l'Espluga de Francolí (Conca de Barberà), 1963
- Església de la Santíssima Trinitat (Sabadell), 1975
- Bonet i Garí, Lluís. Les masies del Maresme.  Barcelona: Montblanc - Martin - Centre Excursionista de Catalunya, 1983. ISBN 8485135296.

## Galeria

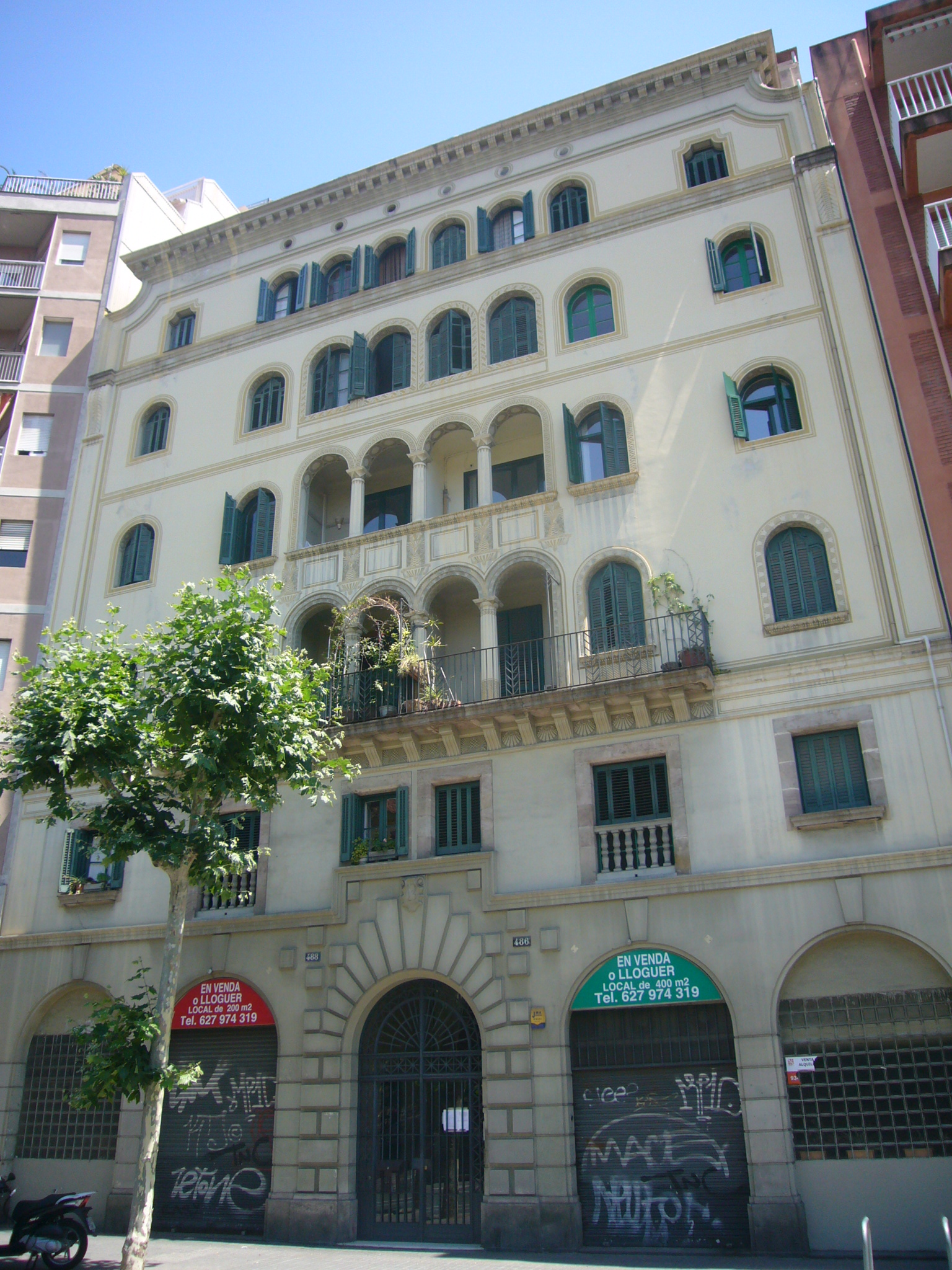
Casa Elisa Conty (Barcelona)
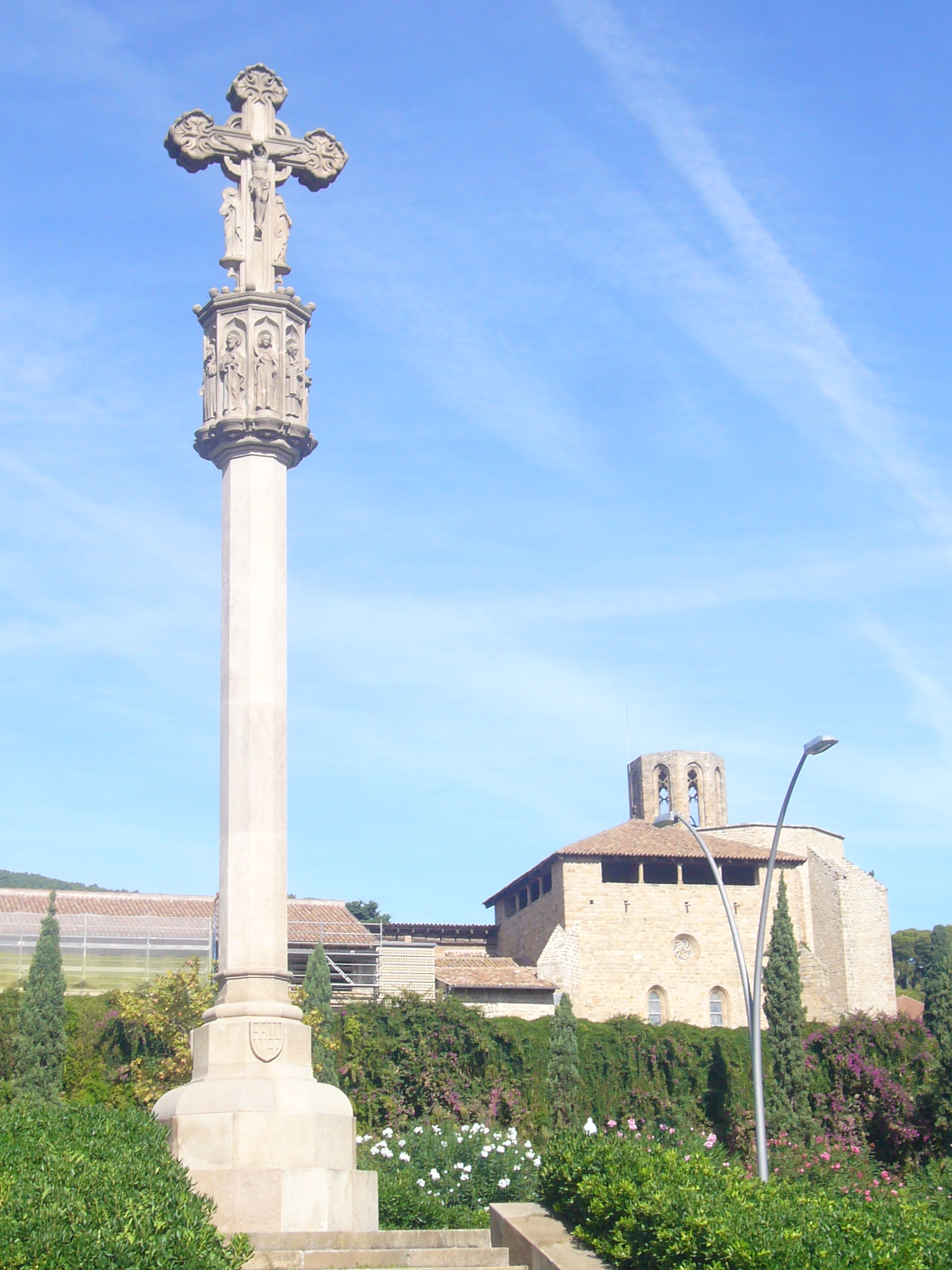
Creu de Pedralbes (Barcelona)
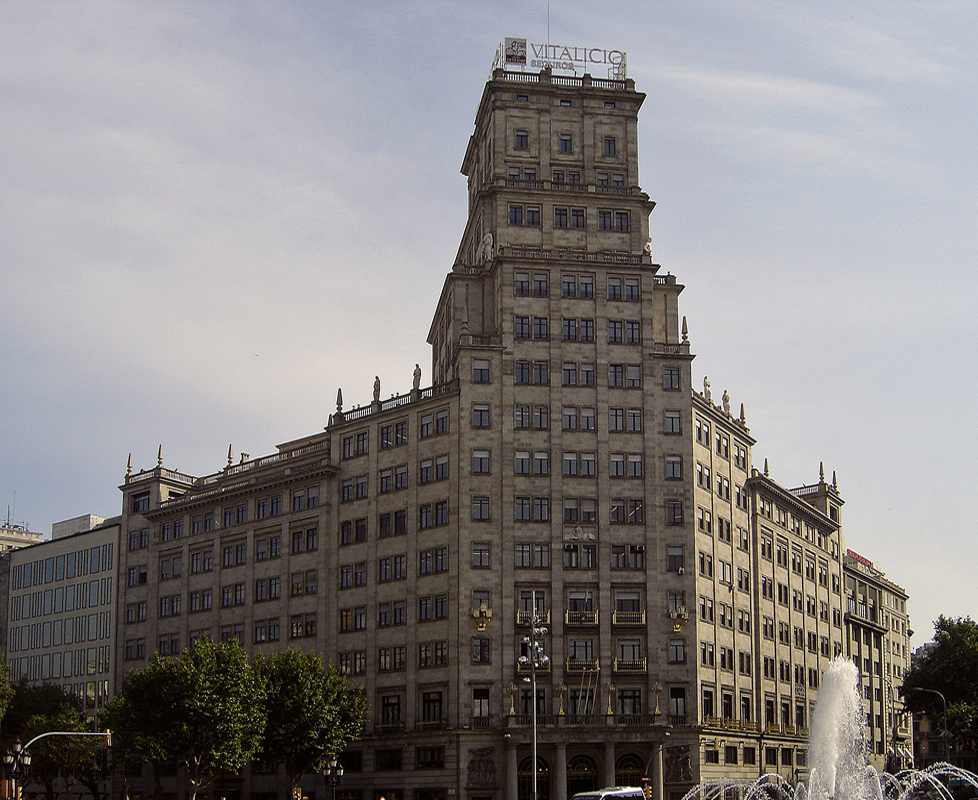
Edifici Banc Vitalici (Barcelona)
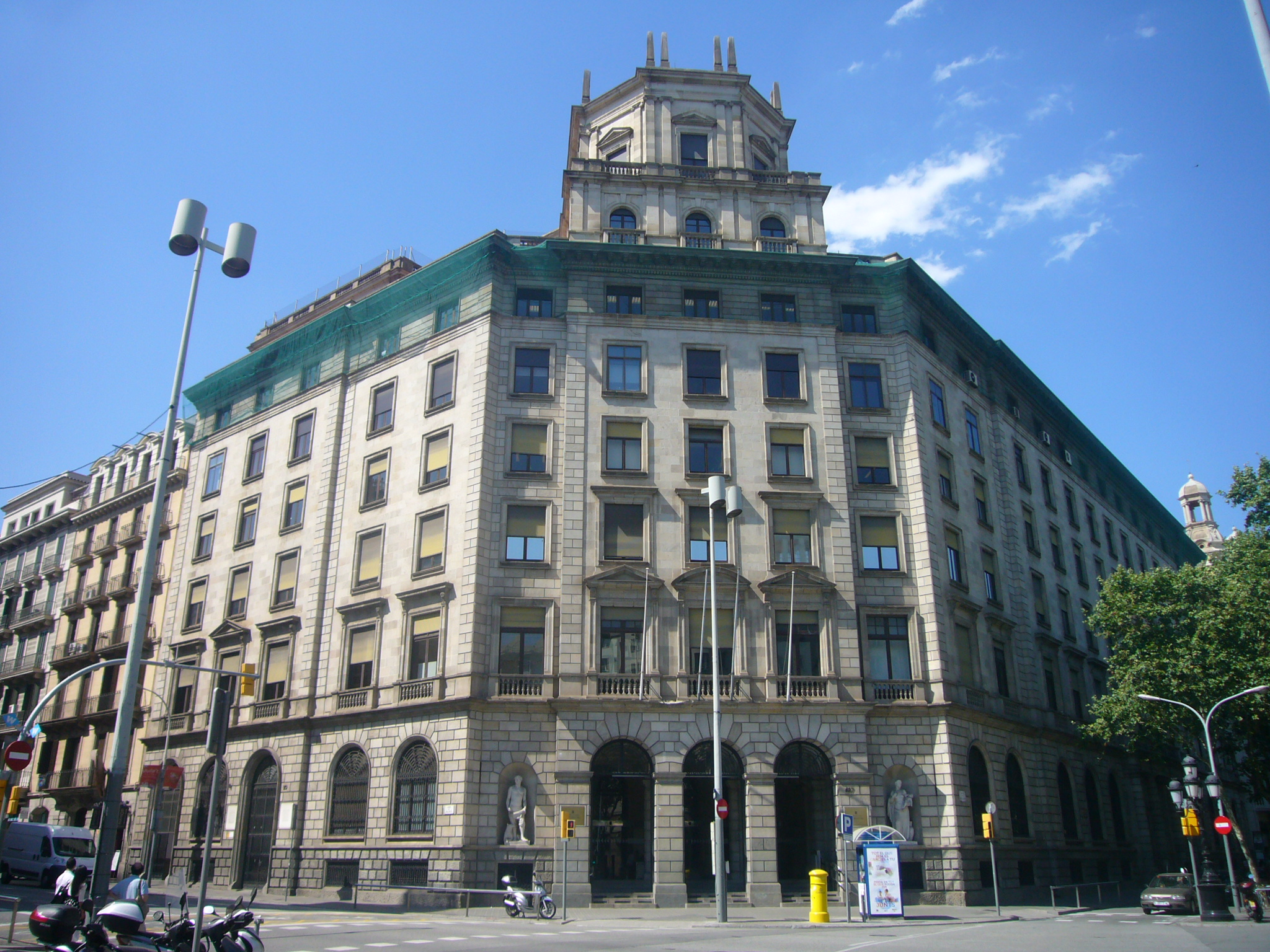
Edifici de l'Institut Català de la Salut
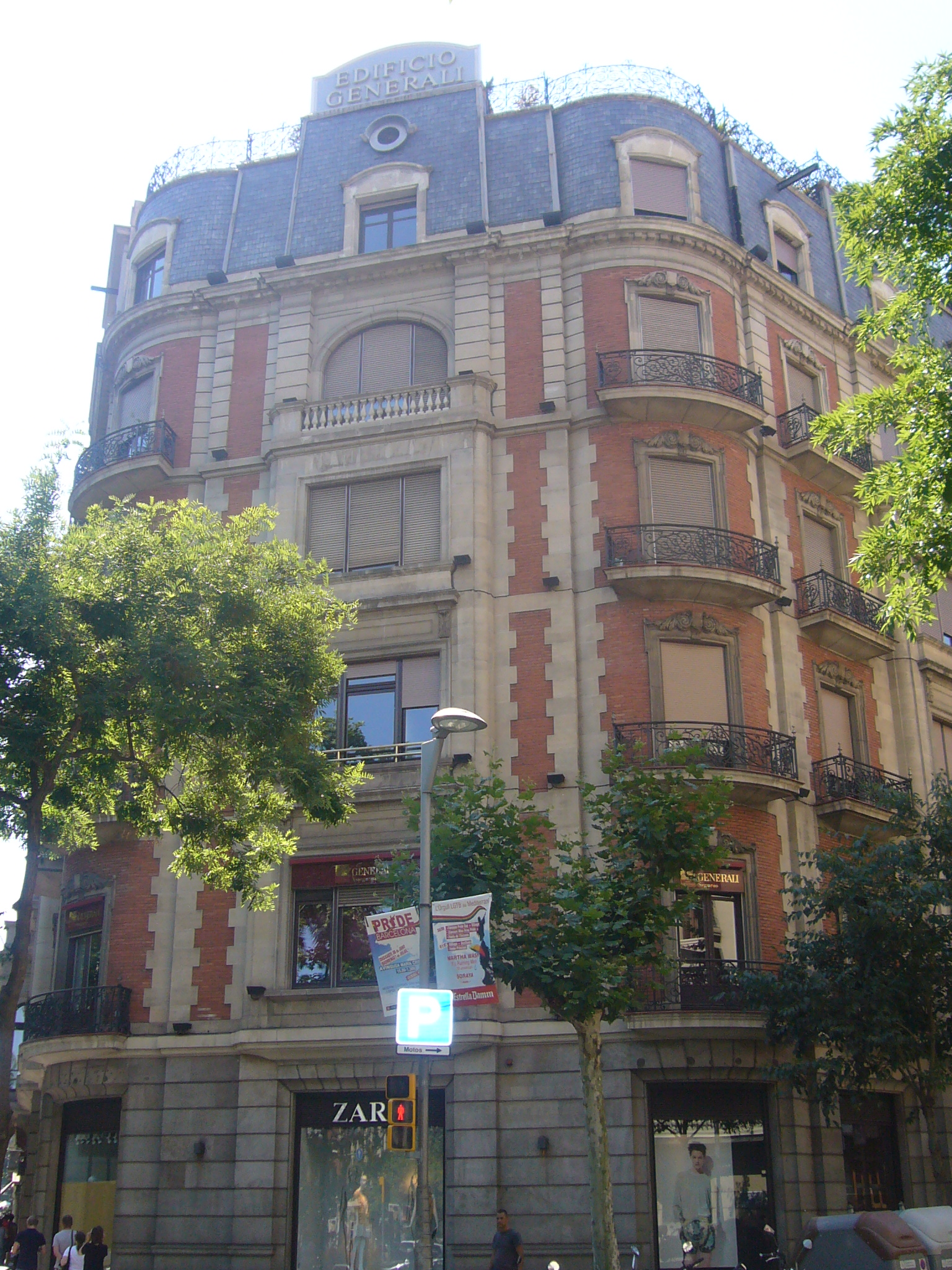
Edifici Av. Diagonal, 582
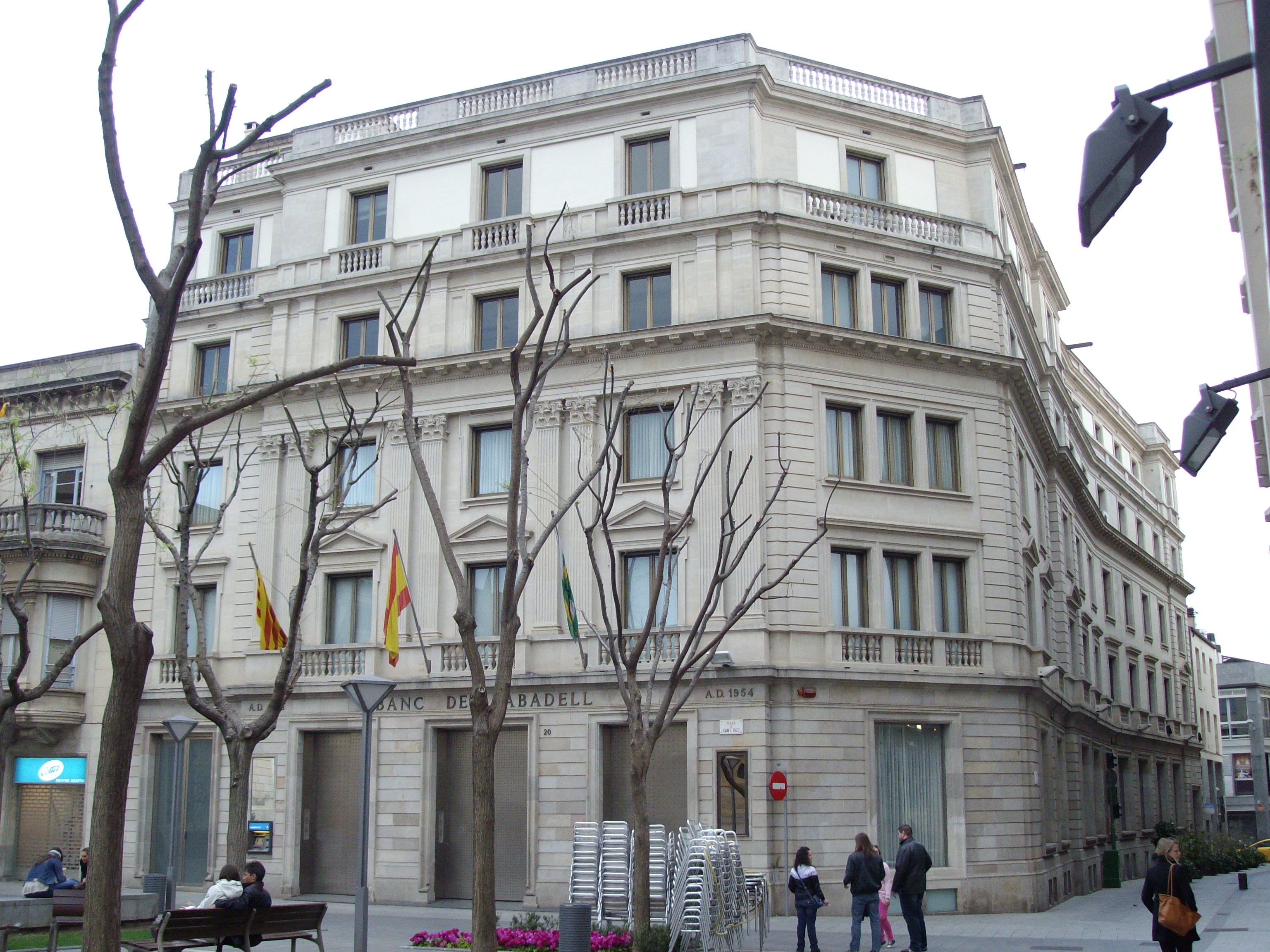
Banc de Sabadell
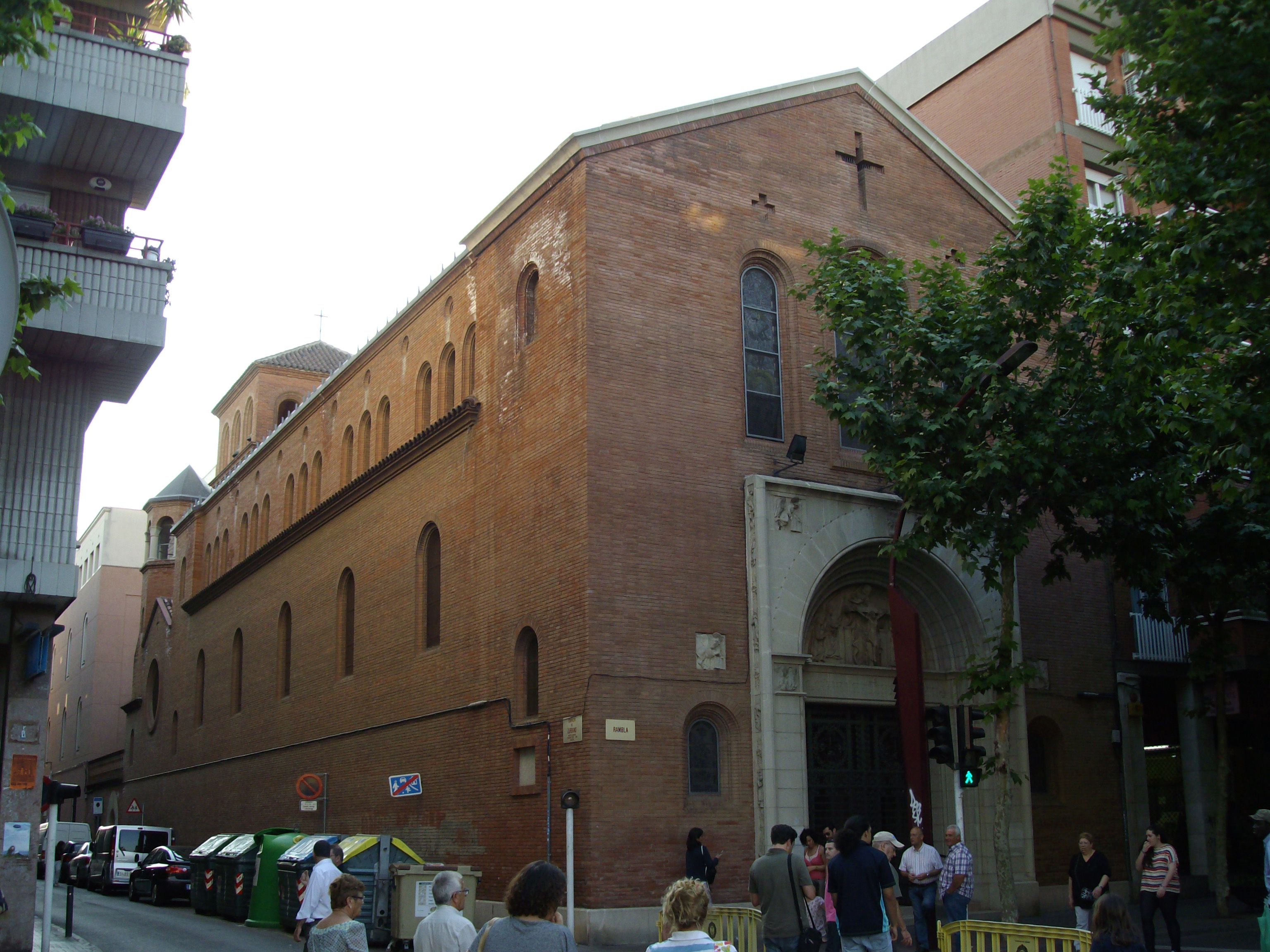
Església de la Santíssima Trinitat (Sabadell)